# Jean Auguste Dominique Ingres
Jean Auguste Dominique Ingres (Montalban, Tarn i Garona, 29 d'agost de 1780 - París, 14 de gener de 1867) va ser un pintor francès d'estètica neoclàssica. Tot i que es considerava a si mateix un pintor de temes històrics, en la tradició de Nicolas Poussin i Jacques-Louis David, són els retrats que va realitzar al final de la seua carrera, ja foren dibuixats o pintats, els que han assentat la seua fama i el que es considera el seu llegat fonamental.

## Joventut

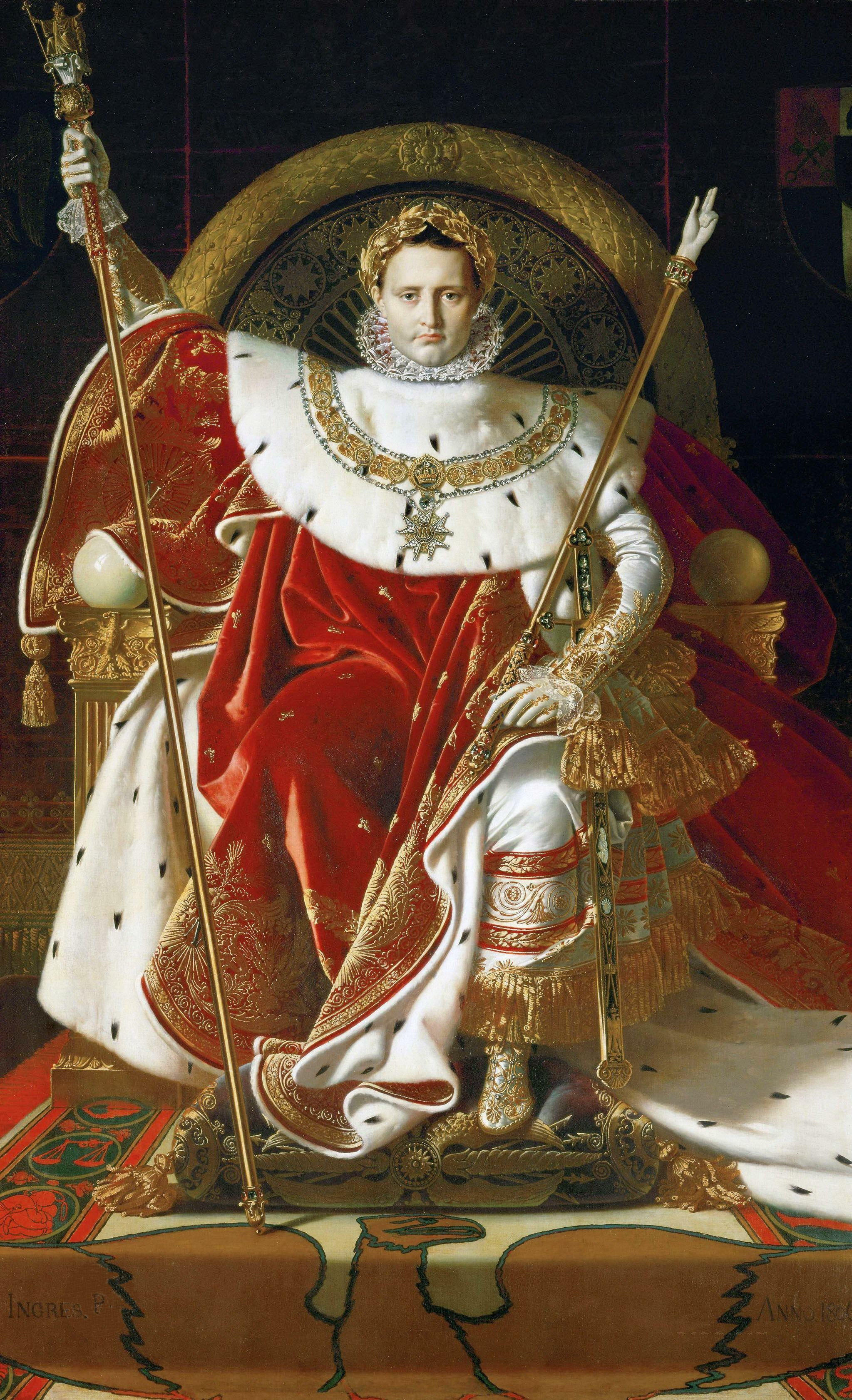
Napoleó en el seu tron imperial, 1806, Musée de l'Armée

Ingres va nàixer a Montalban, Tarn i Garona, França, el primogènit de set fills (cinc dels quals van arribar a l'edat adulta) de Jean-Marie-Joseph Ingres (1755-1814) i la seua esposa Anne Moulet (1758-1817). Son pare va ser un artista polifacètic, pintor de miniatures, escultor, mestre picapedrer i músic afeccionat; sa mare era la filla gairebé analfabeta d'un artesà fabricant de perruques. Ben aviat, el pare va encoratjar i instruir el jove Ingres en el conreu del dibuix i la música, i el seu primer dibuix conegut, un estudi sobre un antic relleu de pedra, va ser realitzat l'any 1789. Des de l'any 1786 va assistir a l'escola local, Ecole des Frères de l'Education Chrétienne, però la seua formació va ser interrompuda a causa dels disturbis de la Revolució Francesa i el subsegüent tancament de l'escola el 1791. La deficiència de la seua educació formal va romandre com un llast en la seua personalitat, esdevenint una font d'inseguretat.
L'any 1791, Joseph Ingres va endur-se el seu fill a Tolosa de Llenguadoc, on el jove Jean Auguste Dominique va ser matriculat en l'Académie Royale de Peinture, Sculpture et Architecture. Ací va estudiar de la mà de l'escultor Jean-Pierre Vigan, del pintor paisatgista Jean Briant i —de manera decisiva— del pintor Joseph Roques, qui va induir en el jove artista la veneració per Rafael. El talent musical d'Ingres també va ser desenvolupat sota la tutela del violinista Lejeune. Entre els tretze i setze anys va ser segon violinista de l'Orquestra del Capitoli de Tolosa de Llenguadoc, i va continuar tocant el violí per afició durant tota la seua vida.

## París
Havent guanyat el primer premi de dibuix de l'Acadèmia, l'agost de 1797 va viatjar a París per a estudiar amb Jacques-Louis David, el pintor més destacat de França durant el període revolucionari, en l'estudi del qual va romandre durant quatre anys. Ingres va seguir l'exemple neoclàssic de David, però segons aquest últim mostrava "una tendència vers l'exageració en els seus estudis". Va ser admès al Departament de Pintura de l'École des Beaux-Arts l'octubre de 1799, i va guanyar, després d'haver quedat en segon lloc l'any 1800, el Grand Prix de Rome (1801) amb el quadre Ambaixadors d'Agamèmnon en la tenda d'Aquil·les. El seu viatge a Roma, no obstant, va ser posposat fins a l'any 1806, quan el govern va superar certes dificultats financeres i va lliurar-ne els fons.

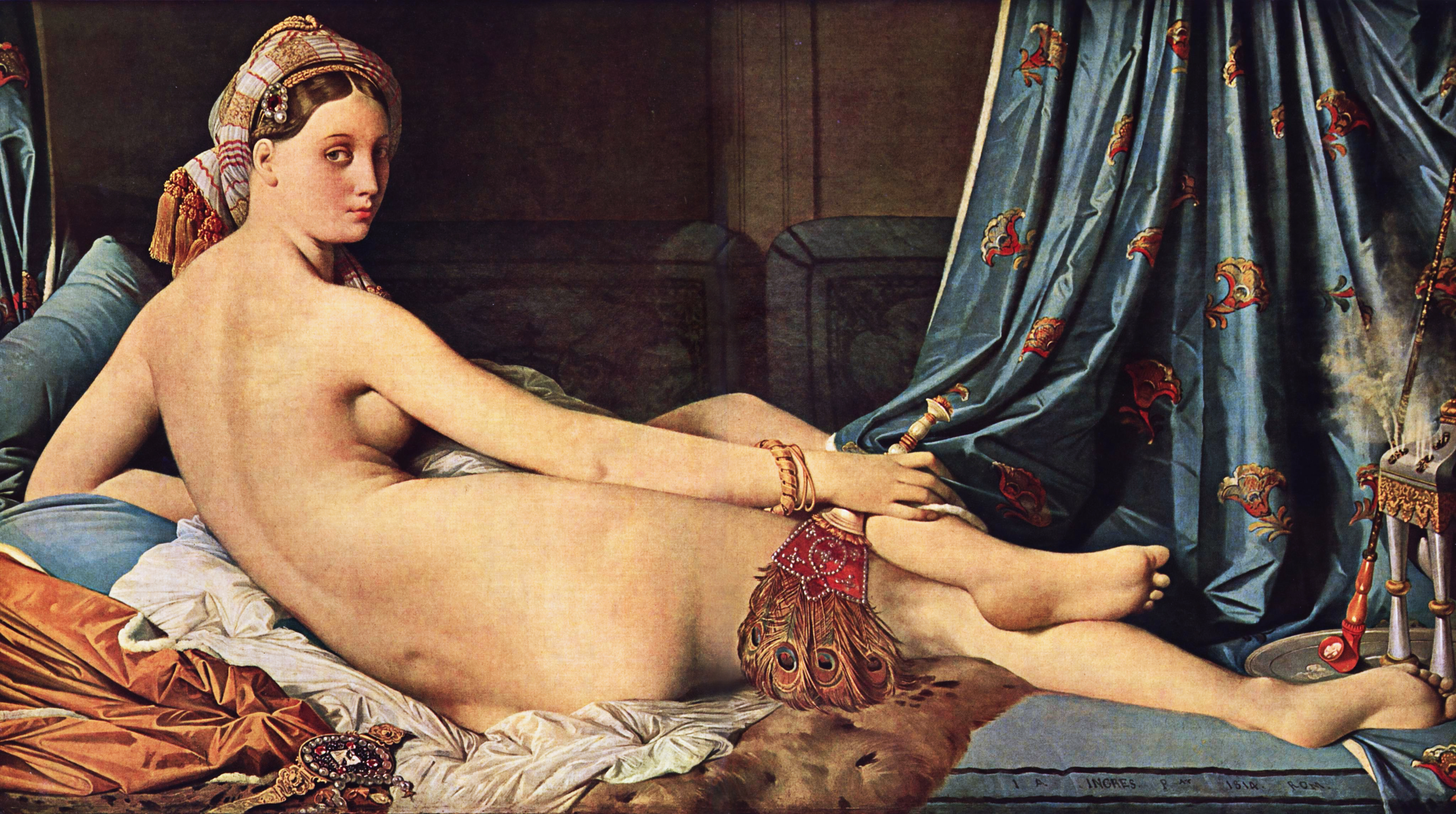
La gran odalisca, 1814, Louvre. Les formes exageradament allargades de la model recorden els pintors manieristes del. S'ha dit que Ingres buscava la puresa formal dels seus models.

Treballant a París junt amb altres estudiants de David en un estudi proporcionat per l'Estat, va fer el seu debut en el Saló de París l'any 1802 amb un Retrat d'una dona (actualment se'n desconeix la identitat). L'any següent va rebre el prestigiós encàrrec, junt amb altres quatre artistes (Jean-Baptiste Greuze, Robert Lefévre, Charles Meynier, i Marie-Guilhemine Benoist) de pintar uns grans retrats de Napoleó Bonaparte com a Primer Cònsol. Aquests quadres van ser distribuïts per les prefectures de Lieja, Anvers, Dunkerque, Brussel·les i Gant, ciutats cedides recentment a França arran del Tractat de Lunéville (1801).

L'estiu de 1806 Ingres va començar una relació amb Marie-Anne-Julie Forestier, pintora i música, abans d'anar-se'n a Roma al setembre. Tot i que hauria desitjat romandre un poc més de temps a París, per a poder assistir a l'obertura del Saló d'aquell any, en el qual presentava diverses obres, va haver de deixar França uns dies abans de la inauguració. Al saló, les seues obres—Autoretrat, retrats de la família Rivière i Napoleó I en el seu tron imperial—van produir una desagradable impressió en el públic, no només deguda al seu estil sinó també per les implicacions de l'ús de la imatgeria carolíngia en el retrat de Napoleó. David va rebre un judici sever i la crítica es va mostrar unànimement hostil. Chaussard (Le Pausanias Français, 1806) va condemnar l'estil d'Ingres titllant-lo de gòtic, i va preguntar: 
Com, amb el seu gran talent, un dibuix tan perfecte, una atenció al detall tan acurada, ha pogut el senyor Ingres fer un quadre tan dolent? La resposta és que volia fer quelcom singular, quelcom extraordinari... La intenció del senyor Ingres no ha estat cap altra que fer retrocedir l'art quatre segles, portar-nos a la nostra infantesa, reviscolar l'estil de Jan van Eyck.
 Els aspectes que més van amoïnar Chaussard i altres crítics van ser les estranyes discordances de color, la recerca d'un relleu escultòric, la freda precisió del contorn i l'estil arcaic plenament conscient. La historiadora de l'art Marjorie Cohn ha escrit: "En aquell temps, la història de l'art i la investigació erudita era una branca nova. Els artistes i els crítics lluitaven en els seus intents d'identificar, interpretar i explotar tot allò que començaven a percebre com avanços estilístics històrics." El Louvre, farcit d'obres procedents dels recents botins de guerra de Napoleó a Bèlgica, Països Baixos i Itàlia, va proporcionar als artistes francesos del Segle XIX una oportunitat sense precedents per a estudiar, comparar i copiar obres d'art de l'antiguitat i representatives de la història completa de la pintura europea. Des de l'inici de la seua carrera, Ingres es va sentir colpit per l'art antic, adoptant l'estil històric apropiat al tema, i fent que els crítics s'hi enfrontaren pel seu "retorn" al passat.
Només arribar a Roma, Ingres va llegir amb creixent indignació els retalls de premsa que els seus amics li enviaven des de París, i que contenien les crítiques despietadament negatives vers les seues obres. En cartes al que havia de ser el sogre va expressar el seu menyspreu vers els crítics: "Així que el Saló és l'escenari de la meua dissort;... Els pocavergonyes han esperat fins que hi acudisca per a assassinar la meua reputació... Mai no m'havia sentit tan dissortat". Va proposar-se no exposar mai més al Saló, i el seu refús a tornar a París va portar al trencament del seu compromís matrimonial. Quan anys després se li va preguntar a Julie Forestier la raó per la qual s'havia mantingut soltera tot la vida, va respondre, "Quan una dona té l'honor d'haver estar compromesa amb el senyor Ingres, no pot casar-se."

## Roma

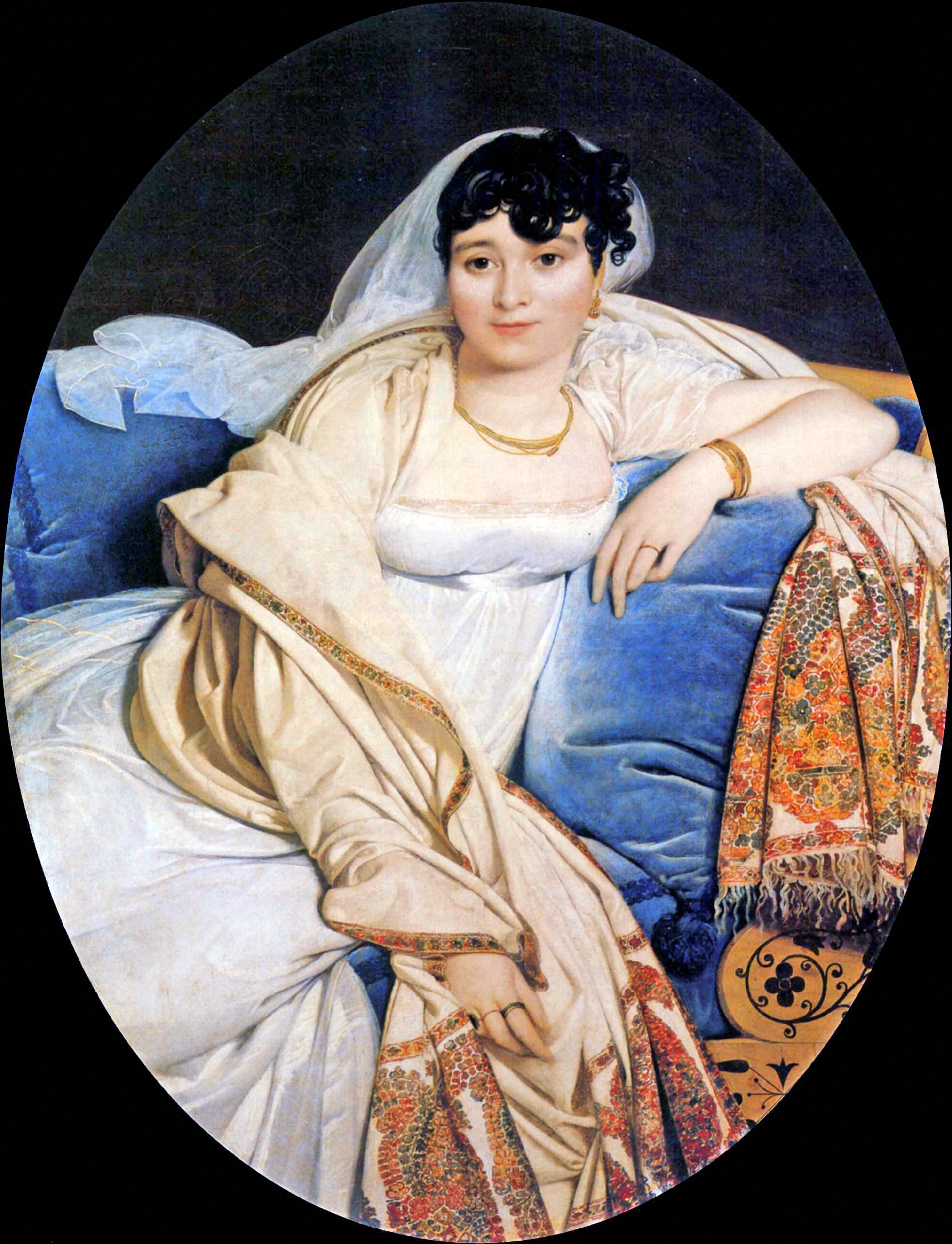
Madame Rivière, 1806, Louvre

Instal·lat en un estudi en terrenys de la Vil·la Medici, Ingres va continuar els seus estudis, tal com estava estipulat per haver guanyat el Prix, enviant les seues obres a intervals regulars cap a París, perquè els seus progressos pogueren ser jutjats. Així, en el seu enviament de 1808, Ingres va trametre Èdip i l'Esfinx i la Banyista de Valpinçon (ambdós actualment al Louvre), esperant poder demostrar la seua mestria en el nu masculí i femení, però hi van ser pobrament rebuts. Posteriorment, Ingres pintaria variacions sobre ambdues obres; un altre nu començat l'any 1807, la Venus Anadyomene, va romandre inacabat durant dècades, fins que va ser completat i exhibit l'any 1855.
Va produir nombrosos retrats durant aquest període: Madame Duvauçay, François-Marius Granet, Edme-François-Joseph Bochet, Madame Panckoucke, i el de Madame la Comtesse de Tournon, mare del prefecte del departament del Tíber. L'any 1810 va concloure la pensió d'Ingres a la Vil·la Medici, però va decidir quedar-se a Roma i buscar el mecenatge del govern d'ocupació francès.
El 1811 va concloure el seu exercici final del pensionat, l'enorme Júpiter i Tetis (Museu Granet, Ais de Provença), que de nou va rebre severes crítiques a París. Aquest quadre va ser l'epítom del tema i escala amb els quals Ingres havia determinat bastir la seua reputació, però tal com Philip Conisbee ha assenyalat, "malgrat tots els grans ideals que mil vegades li havien estat repetits a Ingres a les acadèmies de Tolosa de Llenguadoc, París i Roma, els encàrrecs d'aquest tipus d'obres eren l'excepció a la regla, perquè en realitat hi havia ben poca demanda de pintura històrica de gran escala, fins i tot en la ciutat de Rafael i Miquel Àngel." Els col·leccionistes d'art s'estimaven més "alegres i agradables mitologies, escenes recognoscibles de la vida quotidiana, paisatges, natures mortes o retrats d'homes i dones de la seua classe social. Aquesta preferència va persistir durant el segle xix, i els artistes amb orientació acadèmica esperaven i desitjaven el mecenatge de l'Estat o l'Església per a satisfer les seues elevades ambicions."
Ingres estava irritat: el públic es mostrava indiferent, i els seus companys, que s'adherien a un classicisme estricte, el consideraven un renegat. Només Eugène Delacroix i altres deixebles de Pierre-Narcisse Guérin—els líders del moviment romàntic vers el qual Ingres va mostrar sempre la seua aversió més profunda—semblen haver reconegut els seus mèrits. Fent front a perspectives professionals incertes, l'any 1813 Ingres es va casar amb una jove, Madeleine Chapelle, que li havia estat recomanada pels amics d'ella a Roma. Després d'un festeig portat a terme per correspondència, se li va declarar sense conèixer-la personalment, i ella va acceptar-hi. El matrimoni va ser feliç i Madame Ingres va desenvolupar una gran fe en el seu marit que els va permetre combatre amb coratge i paciència les dificultats de la seua vida en comú.
Va continuar patint les indignes crítiques satíriques, així Don Pedro de Toledo besant l'espasa d'Enric IV, Rafael i la Fornarina (Fogg Art Museum, Universitat Harvard), diversos retrats i l'Interior de la Capella Sixtina van enfrontar-se a unànimes crítiques hostils en el Saló de París de 1814.
Li arribaven pocs encàrrecs; el governador francès de Roma li va demanar Virgili llegint l'Eneida (1812) per a la seua residència, i que pintara dues obres colossals—La victòria de Ròmul sobre Acró (1812) i El somni d'Ossian (1813)—per a Monte Cavallo, una antiga residència papal que s'estava sotmetent a reformes en esdevenir el palau romà de Napoleó. Ingres va viatjar a Nàpols la primavera de 1814 per a pintar a la Reina Carolina Murat, i la família Murat va encarregar-li altres retrats addicionals així com obres més petites: El compromís de Rafael, la Gran odalisca, i Paolo i Francesca. Mai no va rebre cap pagament per aquestes obres, i a més, a causa de l'esfondrament del règim de Murat l'any 1815; amb la caiguda de la dinastia napoleònica, va trobar-se a Roma sense mecenatge.
Durant aquest període, el més difícil de la seua carrera, va haver de dedicar-se a fer petits retrats, a l'oli o dibuixats, per a poder sobreviure. Fonamentalment va treballar per als nombrosos turistes anglesos que visitaven la Roma de postguerra. Per a un artista que aspirava a la fama com a pintor de temes històrics, això semblava un treball degradant, i quan els viatgers picaven a la seua porta i preguntaven, "És ací on viu l'home que fa petits retrats?", ell responia amb irritació, "No, l'home que viu ací és pintor!" Malgrat tot, els retrats dibuixats que va fer amb profusió durant aquest període són d'una gran qualitat i encara avui es troben entre les seues obres més admirades.
Explotant el tema de les obres històriques amb escala més reduïda, va pintar l'any 1815 Aretino i l'enviat de Carles V així com Aretino i Tintoretto, una pintura anecdòtica el tema de la qual, un pintor apuntant amb una pistola al seu crític, va haver de satisfer especialment a l'atacat Ingres. L'any 1817 va pintar Enric IV jugant amb els seus fills i l'any següent la Mort de Leonardo. L'any 1817 el Comte de Blacas, que era l'ambaixador de França davant la Santa Seu, va fer a Ingres la primera comanda oficial des de 1814, el quadre Crist lliurant les claus a Pere. Acabat l'any 1820, aquesta imponent obra va ser ben rebuda a Roma, però per a disgust de l'artista les autoritats eclesiàstiques es van negar al trasllat a París perquè fos exhibida.
Entre 1816 i 1817 va rebre altre encàrrec de la família del celebrat Fernando Álvarez de Toledo, Duc d'Alba, perquè pintara el duc rebent honors del Papa per la seua repressió de la Reforma Protestant. Malgrat la seua distància del tema i la seua antipatia vers el protagonista del quadre, a qui es va referir com "aquest home horrible", va fer esbossos per al projecte que revelen el seu intent de concloure l'encàrrec malgrat el seu disgust. Finalment va abandonar la tasca i va apuntar en el seu diari, "J'etais forcé par la necessité de peindre un pareil tableau; Dieu a voulu qu'il reste en ebauche." ("Vaig veure'm forçat per la necessitat de pintar un quadre com aquest; Déu ha volgut que quede en un esbós.")
Les obres que va enviar al Saló de 1819 van ser La gran odalisca, Felip V i el mariscal de Berwick, i Roger alliberant Angèlica, que van ser atacades novament per "gòtiques".

## Florència
Ingres i la seua muller van traslladar-se a Florència l'any 1820 persuadits per l'escultor florentí Bartolini, un vell amic dels anys de París, qui esperava que Ingres poguera millorar la seua situació material, però Ingres, com havia fet abans, va haver de recórrer als dibuixos per a turistes per a poder sobreviure. La seua amistat amb Bartolini, l'èxit mundial del qual en aquells anys contrastava amb la pobresa d'Ingres, prompte va deteriorar-se, i Ingres va trobar nous benefactors. L'any 1821 va concloure una obra encarregada per un amic de la infantesa, Monsieur de Pastoret, l'Entrada de Carles V a París; Pastoret també va encarregar-li un retrat d'ell mateix i una obra religiosa (Mare de Déu amb vel blau). Tanmateix, la major empresa d'aquest període va ser la comanda rebuda a l'agost de 1820 amb l'ajut de Pastoret, per a pintar el Vot de Lluís XIII per a la Catedral de Montalban. Reconeixent-hi l'oportunitat per a establir-se definitivament com a pintor de temes històrics, va emprar quatre llargs anys a completar el gran llenç, i el va portar personalment a París l'octubre de 1824.

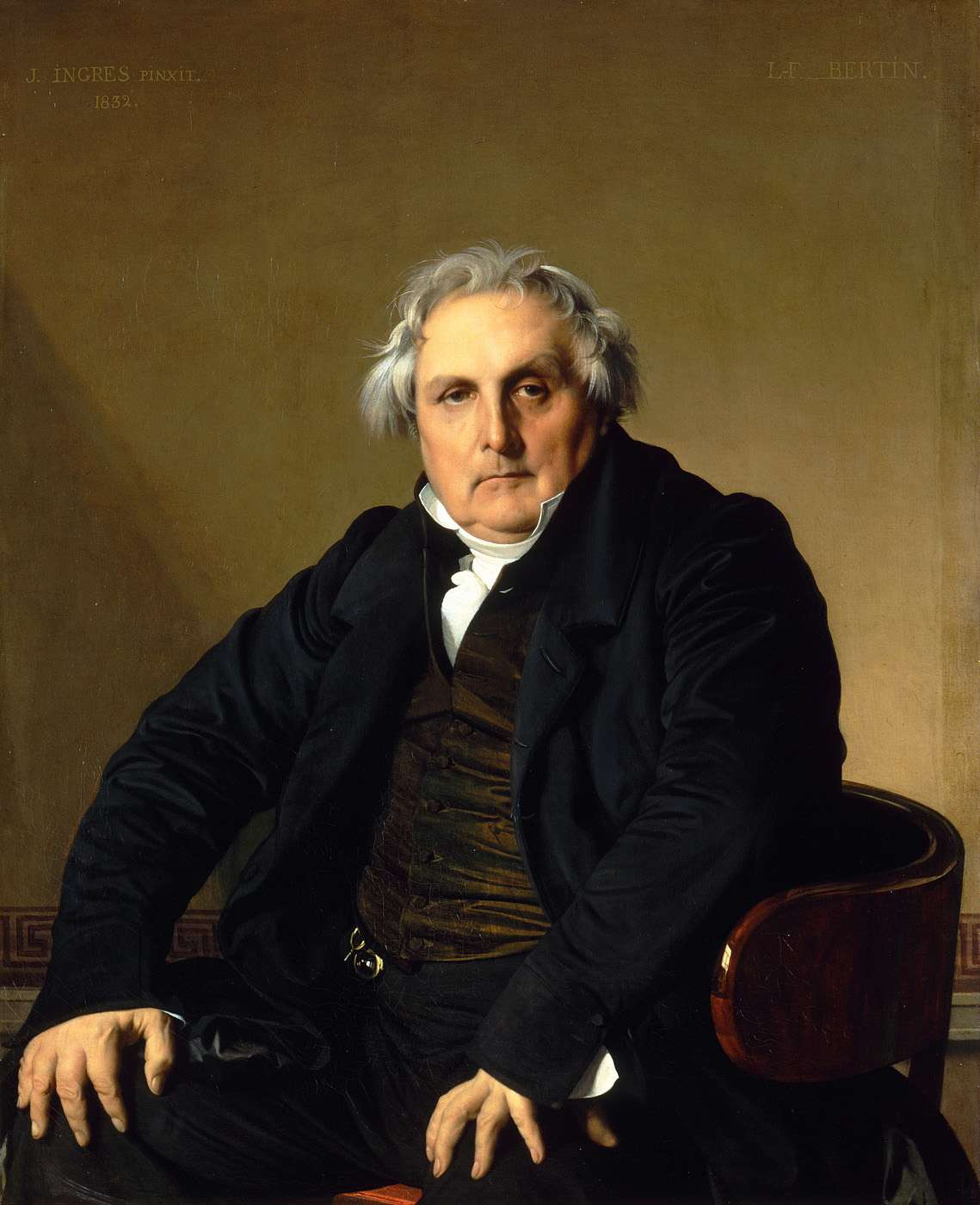
Louis-François Bertin, 1832, Louvre

## Retorn triomfal a París i retir a Roma
El Vot de Lluís XIII, exhibit en el Saló de 1824, va suposar finalment un èxit de crítica. Concebut en un estil rafaelesc relativament lliure dels arcaismes que tant se li havien retret en el passat, va ser admirat fins i tot pels més estrictes davidians. Ingres va veure com se l'aclamava arreu de França; el gener de 1825 li va ser atorgada la creu de la Legió d'Honor, i al juny de 1825 va ser elegit membre de l'Institut. La seua fama va créixer l'any 1826 amb la publicació, per la litografia de Sudre, de La gran odalisca, obra que, havent estat condemnada per artistes i crítics l'any 1819, ara va esdevenir tremendament popular.
Una comissió del govern va sol·licitar la monumental Apoteosi d'Homer, que Ingres, ple d'entusiasme, va acabar en el termini d'un any. Des de 1826 a 1834 l'estudi d'Ingres va ser invadit pels clients, i el pintor va ser reconegut com un vertader chef d'école que ensenyava amb autoritat i saviesa mentre treballava de valent. Els crítics van començar a considerar Ingres com l'exponent principal del classicisme, front a l'escola romàntica —un rol que a ell li agradava. Els quadres, principalment retrats, que va enviar al Saló els anys 1827 i 1833 van ser ben rebuts. El retrat de Louis-François Bertin (1832) va suposar un particular èxit entre el públic, que trobava fascinant el seu realisme, tot i que alguns crítics van trobar vulgar el seu naturalisme i apagat el seu colorit.
Però el sensible artista va ser especialment atacat pel seu ambiciós llenç sobre el Martiri de Sant Simforià (catedral d'Autun), exposat en el Saló de 1834. Ressentit i disgustat, Ingres va decidir no treballar mai més per al públic, i il·lusionat es va proposar com a director de l'École de France a Roma, en substitució d'Horace Vernet, com una manera de deixar París. Malgrat que el temps invertit en tràmits administratius durant aquell temps a Roma va disminuir el seu ritme de producció, va executar Antíoc i Estratònice (comanda de Lluís-Felip, duc d'Orleans), Retrat de Luigi Cherubini, i l'Odalisca amb esclau, entre altres obres.

## París, 1841-1867
L'Estratònice, exhibida al Palais Royal durant uns quants dies després de la seua arribada a França, va produir una impressió tan favorable que, en el seu retorn a París l'any 1841, Ingres va ser rebut amb tota la deferència que ell pensava que li era deguda. Una de les seues primeres obres executades després del seu retorn va ser un retrat del duc d'Orleans, la mort del qual en un accident de circulació poques setmanes després de la conclusió del quadre va posar de dol la nació, i va provocar que es demanaren còpies addicionals de l'obra.
Poc després, Ingres va començar a executar les decoracions del gran vestíbul del Chateau de Dampierre. Aquestes pintures, l'Edat d'Or i l'Edat de Ferro, havien estat començades amb una gran il·lusió que va anar esvanint-se fins que Ingres, enfonsat per la pèrdua de la seua muller el 27 de juliol de 1849, va abandonar tota esperança de poder-les acabar i finalment va cancel·lar-ne el contracte amb el duc de Luynes. Una obra menor, Júpiter i Antíope, data del 1851; el juliol d'aquest any va anunciar la donació d'una de les seues obres a la seua ciutat natal, Montalban, i a l'octubre va dimitir com a professor de l'École des Beaux-Arts.

L'any següent, als setanta-un anys, Ingres es va casar amb Delphine Ramel, de quaranta-tres anys, una parenta del seu amic Marcotte d'Argenteuil. Aquest matrimoni va demostrar ser un èxit com el primer i, en la dècada següent, Ingres va concloure algunes obres significatives. La major empresa va ser l'Apoteosi de Napoleó I, pintada l'any 1853 per al sostre del vestíbul de l'Hotel de Ville, París i destruïda pel foc arran dels disturbis provocats per la Comuna de París de 1871. El retrat de la Princesa Albert de Broglie també va ser conclòs l'any 1853, Joana d'Arc (en bona part obra dels seus ajudants) l'any 1854, i el 1855 Ingres va consentir en rescindir l'acord, més o menys estricte des de l'any 1834 amb l'Exposició Internacional, pel qual es reservava una sala per a les seues obres. 

El bany turc, 1862, Louvre, és continuació del tema de la dona voluptuosament atractiva que Ingres va conrear durant tota la seua carrera, en el format circular dels mestres antics

Napoléon Joseph Charles Paul Bonaparte, president del jurat, va proposar una recompensa excepcional per al pintor, i va obtenir de l'emperador Napoleó III el nomenament d'Ingres com a gran oficial de la Legió d'Honor.
Amb renovada confiança, Ingres va emprendre i va completar una de les seues obres més encisadores, La Primavera, una figura de la qual ja havia pintat el tors l'any 1823; i que va ser presentada a Londres, junt amb altres obres, l'any 1862. L'admiració vers la seua obra va anar en augment i se li va atorgar el títol de senador pel govern imperial.
Després de concloure La Primavera, Ingres va produir obres de gènere històric, com les dues versions de Lluís XIV i Molière, (1857 i 1860), així com diverses obres religioses en les quals va reprendre la figura de la Mare de Déu que apareix a El vot de Lluís XIII: La Mare de Déu de l'Adopció de 1858 (pintada sota comanda de Mademoiselle Roland-Gosselin) va ser seguida per La Mare de Déu coronada (pintada per a Madame la Baronne de Larinthie) i Mare de Déu amb l'Infant. El 1859 va realitzar repeticions de La Mare de Déu de l'hòstia, i el 1862 va concloure Crist i els doctors, una obra encarregada alguns anys abans per la reina Maria Amèlia per a la capella de Bizy.
Els darrers quadres importants d'aquest període és Marie-Clothilde-Inés de Foucauld, Madame Moitessier, Asseguda (1856), Autoretrat a l'edat de setanta-nou anys i Madame J.-A.-D. Ingres, nascuda Delphine Ramel, ambdós conclosos l'any 1859. El bany turc, fet en format rectangular l'any 1859, va ser revisat l'any 1860, esdevenint un tondo. Ingres el va firmar i el va datar l'any 1862, tot i que va fer-ne revisions addicionals l'any 1863.

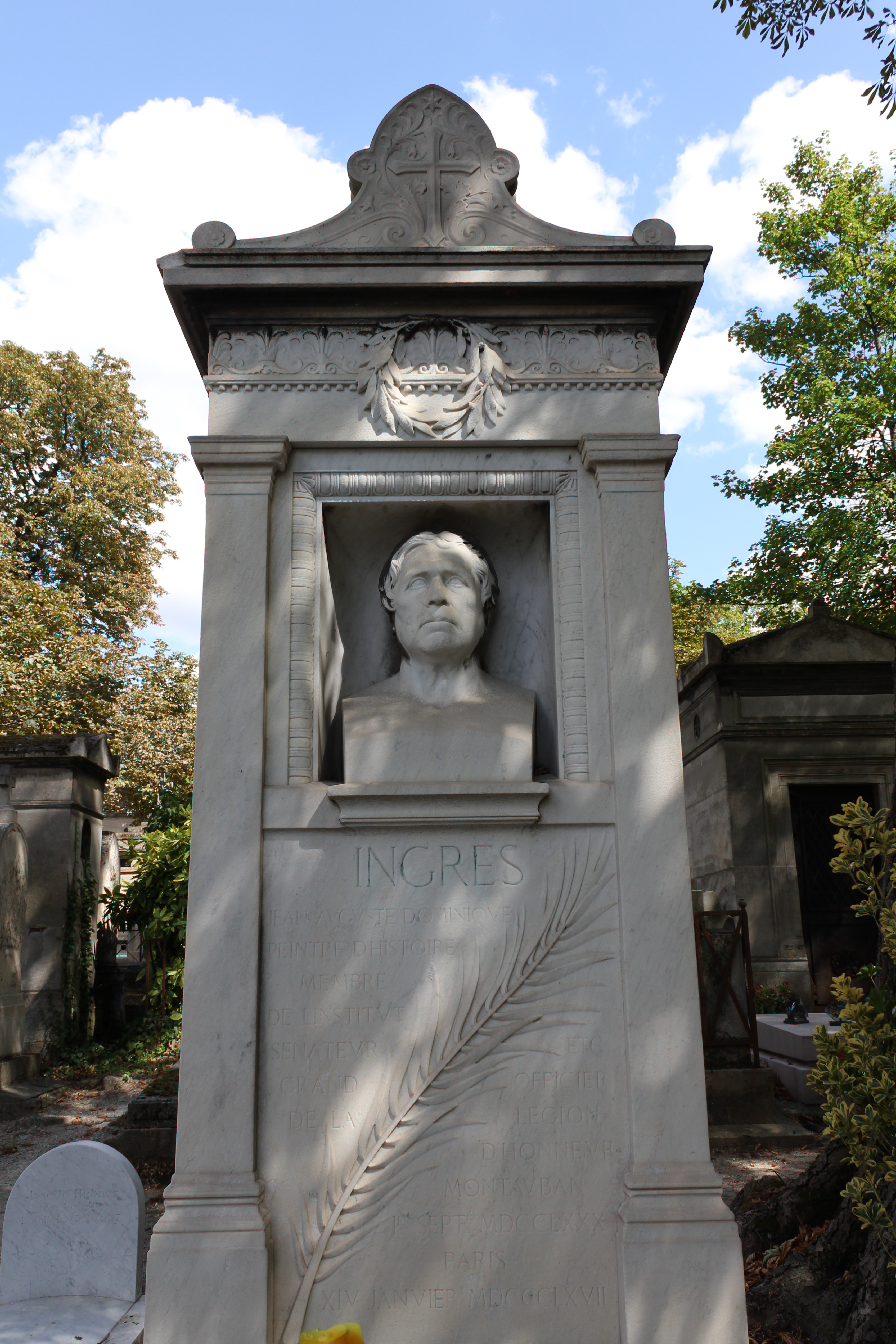
Tomba d'Ingres al Cementeri Père Lachaise, París, França

Va morir de pneumònia el 14 de gener de 1867 a l'edat de vuitanta-sis anys, havent conservat les seues facultats fins a la seua mort. Està soterrat al Cementiri del Père-Lachaise de París. El contingut del seu estudi, incloent-hi grans pintures, al voltant de 4000 dibuixos i el seu violí, van ser donats pel pintor al museu de la ciutat de Montalban, actualment conegut com a Musée Ingres.

## Estil

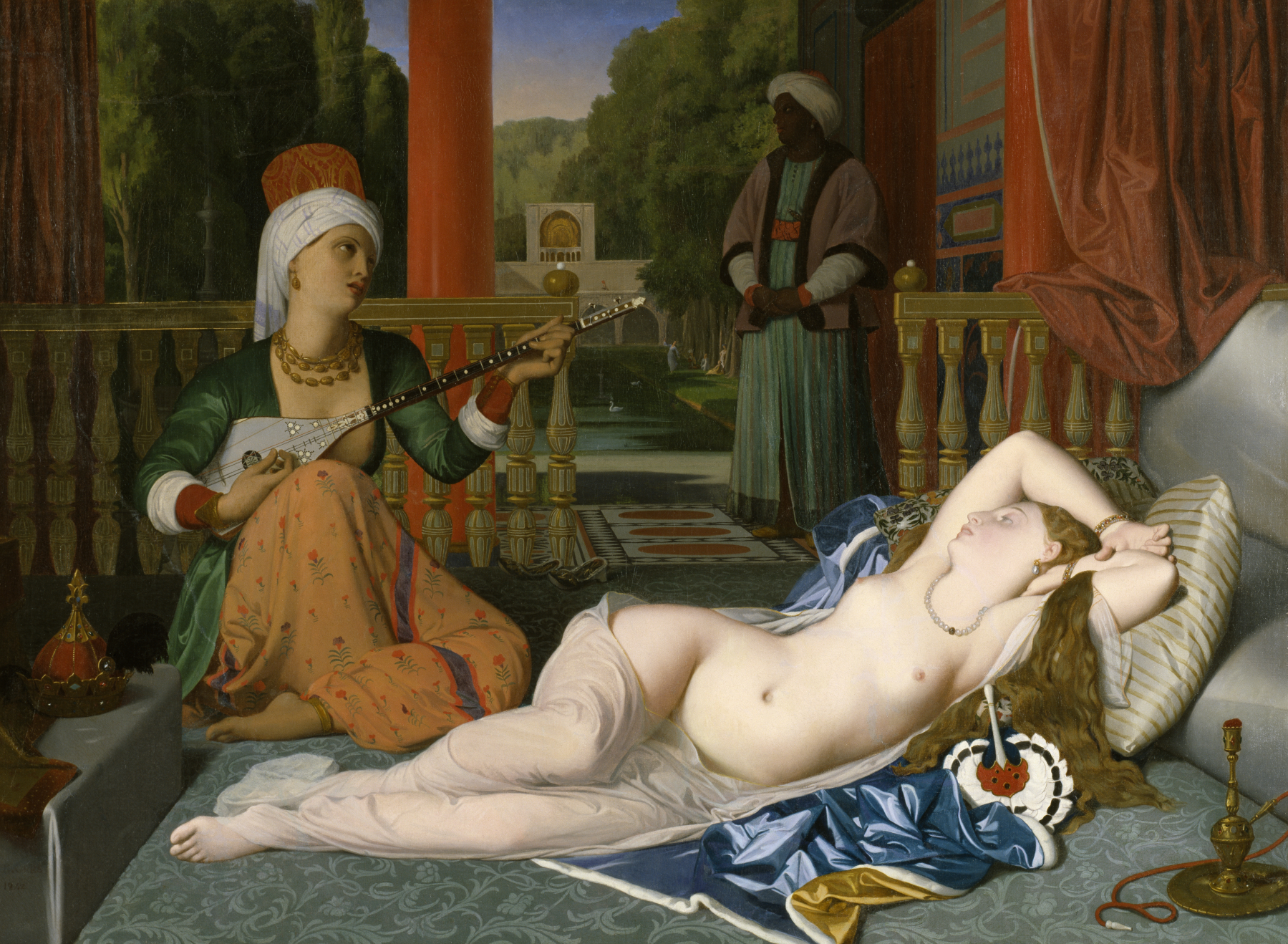
Odalisca amb un esclau, 1840

L'estil d'Ingres es va formar en els primers anys de la seua carrera i no va evolucionar gaire. Els seus primers dibuixos, com el Retrat d'un home (3 de juliol de 1797, actualment en el Louvre) ja mostren una suavitat del contorn i un control extraordinari de l'ombrejat fet amb línies paral·leles per a modelar les formes. Des del principi, les seues pintures es caracteritzen per una fermesa del contorn que reflecteix la seua convicció que "el dibuix és l'honestedat de l'art", i que "el dibuix constitueix més de tres quarts i mig de la pintura."
Detestava les pinzellades visibles i no utilitzava els efectes d'alteració del color o de la llum dels que tant depenia l'escola romàntica; s'estimava més l'ús de colors fixos lleugerament modelats en la seua lluminositat per mitjos tons. "Ce que l'on sait," solia repetir, "il faut le savoir l'épée à la main" ("Allò que se sap, cal saber-ho espasa en mà"). D'aquesta manera, Ingres es va deixar a si mateix sense els recursos per a produir la necessària unitat d'efecte quan s'enfrontava a composicions amb moltes figures, com ara l'Apoteosi d'Homer i el Martiri de Sant Simforià. Entre les obres històriques i mitològiques d'Ingres les més satisfactòries són habitualment les que contenen una o dues figures. A Èdip, Odalisca i La primavera, subjectes que només mostren la consciència de la bellesa física, es troba el millor Ingres. La Primavera, tot i estar datada el 1856, va ser pintada l'any 1821, excepte el cap i les extremitats; els qui van conèixer l'obra en el seu estat inacabat van declarar que els afegits, necessaris per a fusionar l'antic amb allò nou, no tenien el vigor i la precisió d'execució que van distingir l'original execució del tors.

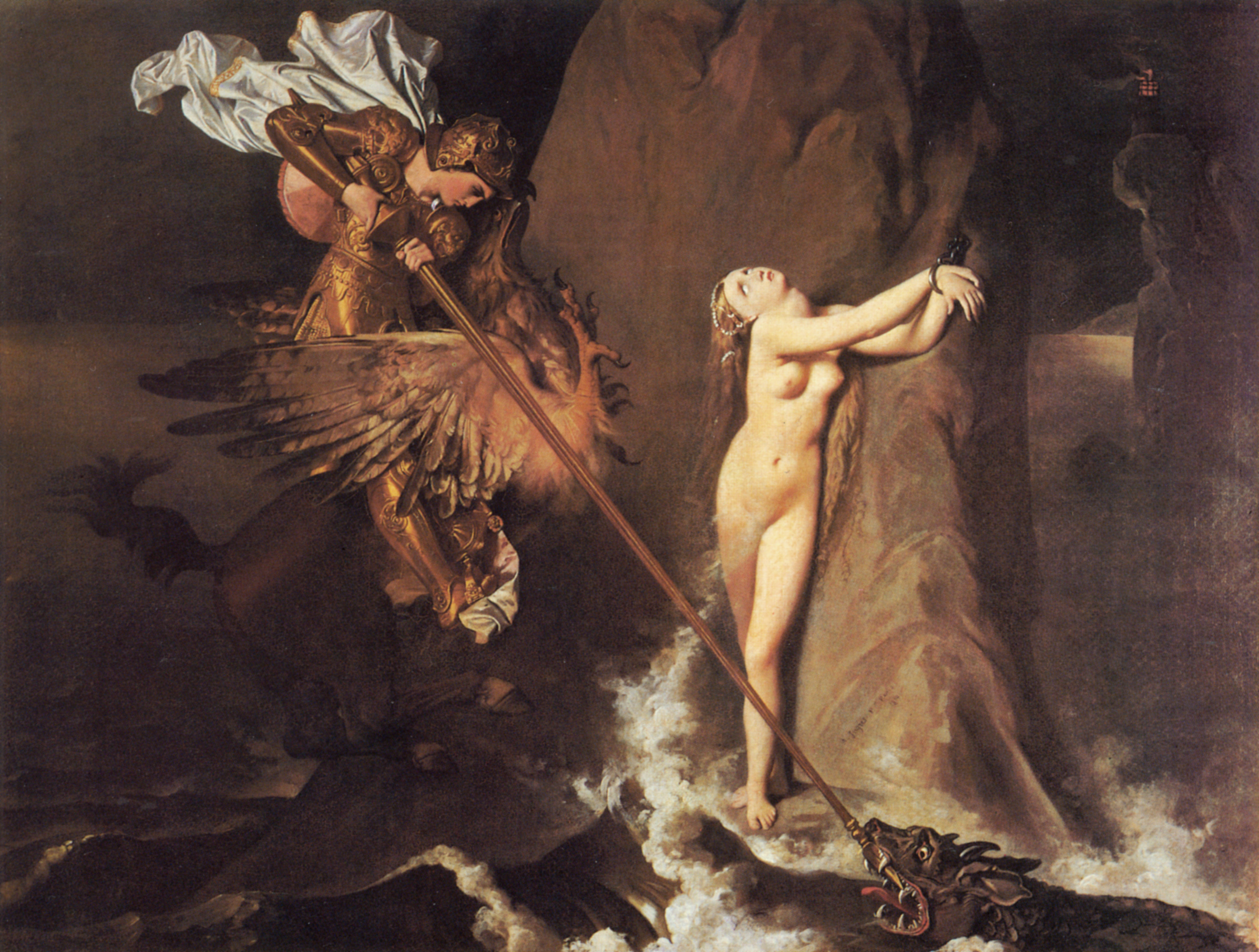
Roger alliberant Angèlica, 1819, Louvre, retrata un episodi de l'Orlando Furioso de Ludovico Ariosto

A Roger alliberant Angèlica, la figura femenina mostra les més refinades característiques de la tècnica d'Ingres, mentre que la figura de Roger volant al rescat sobre el seu hipogrif dona la nota discordant, ja que per a Ingres sempre fou difícil pintar el moviment i el drama. Segons ha manifestat Sanford Schwartz, les "pintures històriques, mitològiques i religioses requereixen enormes quantitats d'energia i treball, però, si no són capaces de transmetre un sentit de tensió interna, esdevenen drames de costums... Els rostres, en les pintures històriques solen ser els dels models esperant que acabe la sessió. Quan s'expressa una emoció, aquesta irràdia de manera estrident, o bé eixuta."
Quan es va fer la retrospectiva d'Ingres a l'Exposició Universal de 1855, va sorgir un consens que considerava els seus retrats com les seues obres mestres. La seua consistent alta qualitat contradiu la queixa d'Ingres a propòsit que les comandes de retrats li robaven temps per a dedicar-se a la pintura de tema històric. El més famós dels retrats d'Ingres és el del periodista Louis-François Bertin, que ràpidament va esdevenir un símbol del creixent poder econòmic i polític de la burgesia. Els seues retrats de dones oscil·len entre el càlid i sensual retrat de Madame de Senonnes (1814), el realista de Mademoiselle Jeanne Gonin (1821), el junesc de Marie-Clothilde-Inés de Foucauld, Madame Moitessier (retratada dempeus i asseguda, 1851 i 1856), i l'extàtic de Joséphine-Eléonore-Marie-Pauline de Galard de Brassac de Béarn, Princesse de Broglie (1853).

Els seus retrats a dibuix, dels quals se'n conserven al voltant de 450, es troben entre les seues obres més admirades avui dia. Tot i que un gran nombre d'aquests data dels seus difícils anys a Itàlia, va continuar fent retrats a dibuix dels seus amics tota la seua vida. Agnes Mongan ha escrit sobre els retrats a dibuix:
Abans de la seua partida cap a Roma a la tardor de 1806, les característiques comunes del seu estil de dibuix ja estaven establertes, el delicat però ferm contorn, les definides però discretes distorsions de la forma, la gairebé misteriosa capacitat de representar al personatge de manera precisa i vívida.
Els materials favorits també estaven ja determinats: el llapis de grafit ben esmolat en punta sobre paper blanc i fi. Tan familars són per a nosaltres els materials utilitzats com la manera en què hem oblidat com d'extraordinaris es consideraven a l'època.... La manera de dibuixar d'Ingres era tan nova com el segle. Immediatament hi va ser reconegut com a expert i admirable. Si les seues pintures van ser criticades per gòtiques, els seus dibuixos mai no van rebre crítiques desfavorables.
Els dibuixos fets per a preparar les pintures, com els diversos estudis de nus per a preparar El martiri de Sant Simforià i L'edat d'or, són més variats en mida i tractament que els dibuixos de retrats. També va dibuixar un cert nombre de paisatges mentre estava a Roma, però a excepció del petit tondo Casino de Rafael (dos altres tondos són d'atribució qüestionable), no va pintar paisatges.

## Influència
Ingres va ser considerat un bon mestre i era estimat pels seus deixebles. El més conegut dels seus pupils va ser Théodore Chassériau, que va estudiar amb ell des de l'any 1830, quan era un precoç infant d'onze anys, fins al tancament de l'estudi del mestre l'any 1834, arran del seu retorn a Roma. Ingres considerava Chassériau el seu vertader deixeble, i va declarar: "Veniu, cavallers, veniu i vegeu, aquest noi serà el Napoleó de la pintura." Tanmateix, quan Chassériau va visitar Ingres a Roma l'any 1840, ja començava a deixar-se influir pel corrent romàntic de Delacroix, el que va portar a Ingres a renegar d'ell com a deixeble favorit, tot i que mai no en va parlar desfavorablement. Cap altre artista dels que van estudiar amb Ingres va reeixir a establir un fort estil personal; entre els més notables, però, cal destacar Jean-Hippolyte Flandrin, Henri Lehmann i Eugène Emmanuel Amaury-Duval.
La influència d'Ingres sobre les posteriors generacions de pintors ha estat considerable. El més significatiu dels seus hereus va ser Degas, el mestre del qual, Louis Lamothe, va ser un deixeble menor d'Ingres. En el segle xx, Picasso i Matisse s'hi troben entre els qui van reconèixer un deute amb el gran classicista. Barnett Newman ha proposat Ingres com a pare de l'expressionisme abstracte, explicant: "Aquest home va ser un pintor abstracte ...Mirava al llenç més sovint que al model. Kline, de Kooning—cap de nosaltres hauria existit sense ell."

## Curiositats
- L'expressió francesa, "violon d'Ingres", és un col·loquialisme que significa una afecció, i es refereix al temps que l'artista passava tocant el violí per a relaxar-se del seu treball amb la pintura. El pintor i fotògraf nord-americà Man Ray va usar aquesta expressió com a títol d'una de les seues més famoses fotografies: un retrat de la cantant francesa Alice Prin, que es feia anomenar Kiki.
- Dos dels quadres d'Ingres apareixen al joc d'ordinador Myst. En un d'ells, el rostre de Napoleó ha estat reemplaçat pel de Sirrus.
- El "Paper Ingres" és un terme que els fabricants de paper usen per a designar un tipus de paper usat pels artistes, i que té una textura pronunciada de línies paral·leles. En realitat Ingres va utilitzar rarament aquest tipus de paper, i s'estimava més un paper de superfície més llisa.[36]

## Galeria

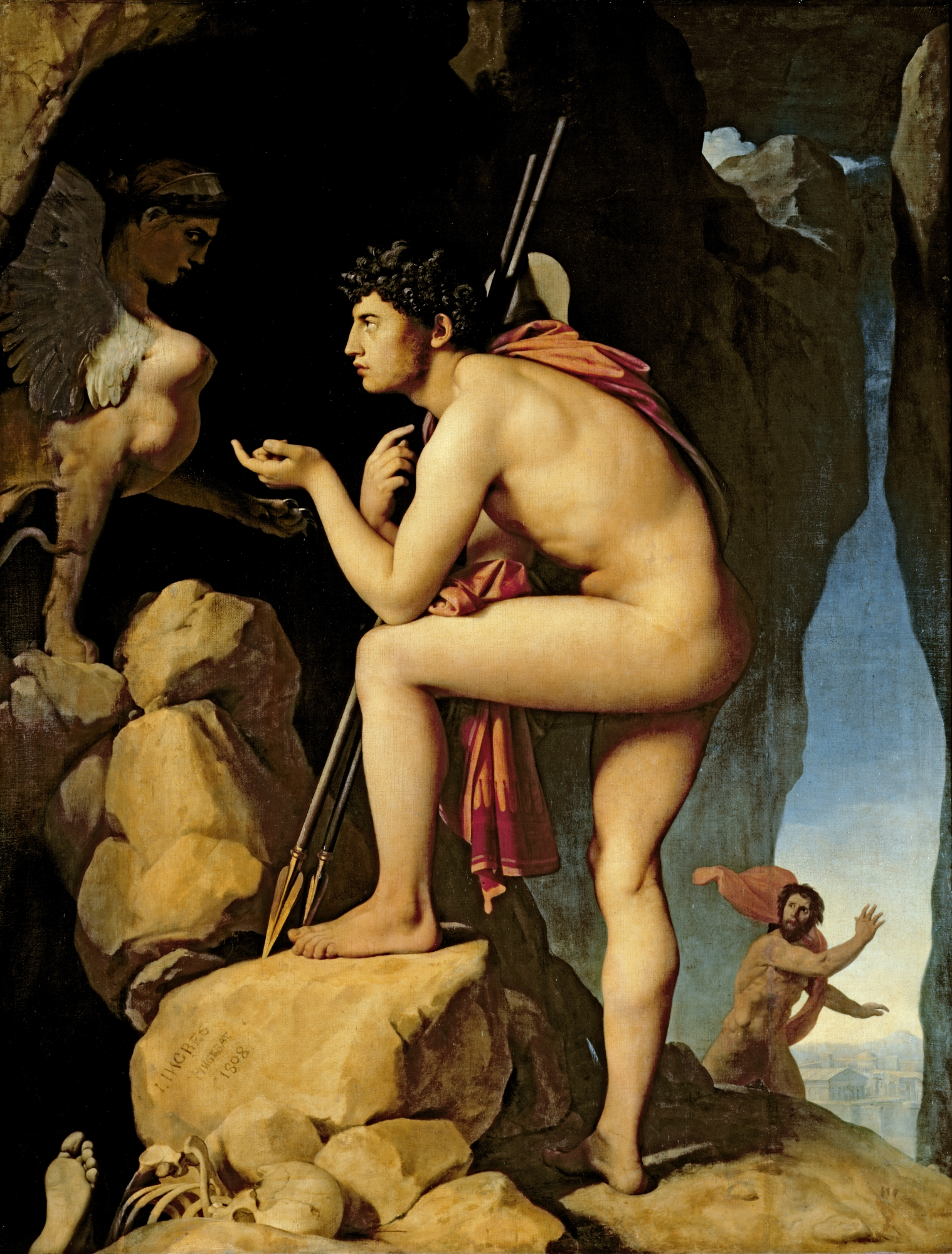
Èdip i l'Esfinx
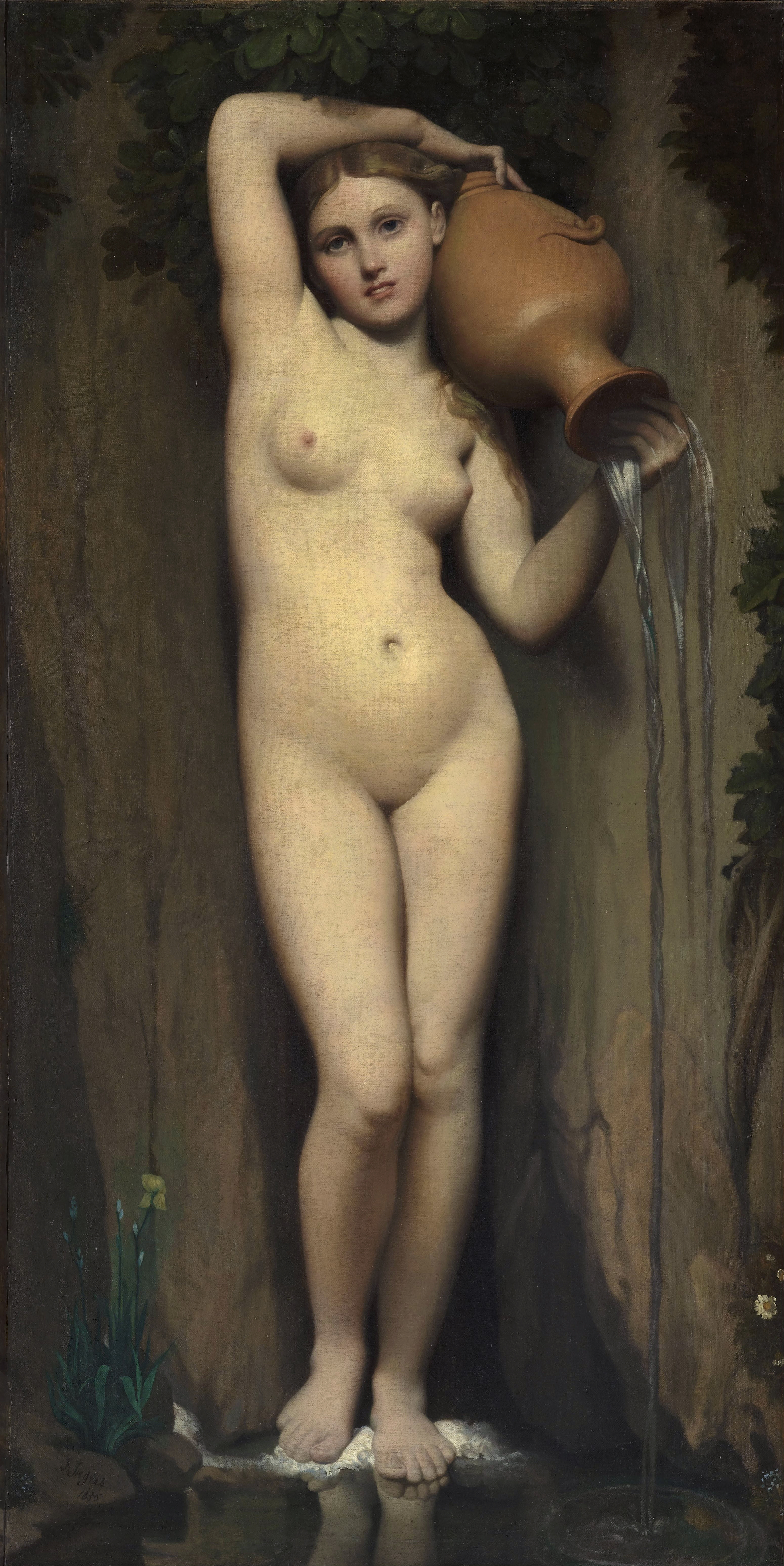
La font, 1856, Musée d'Orsay
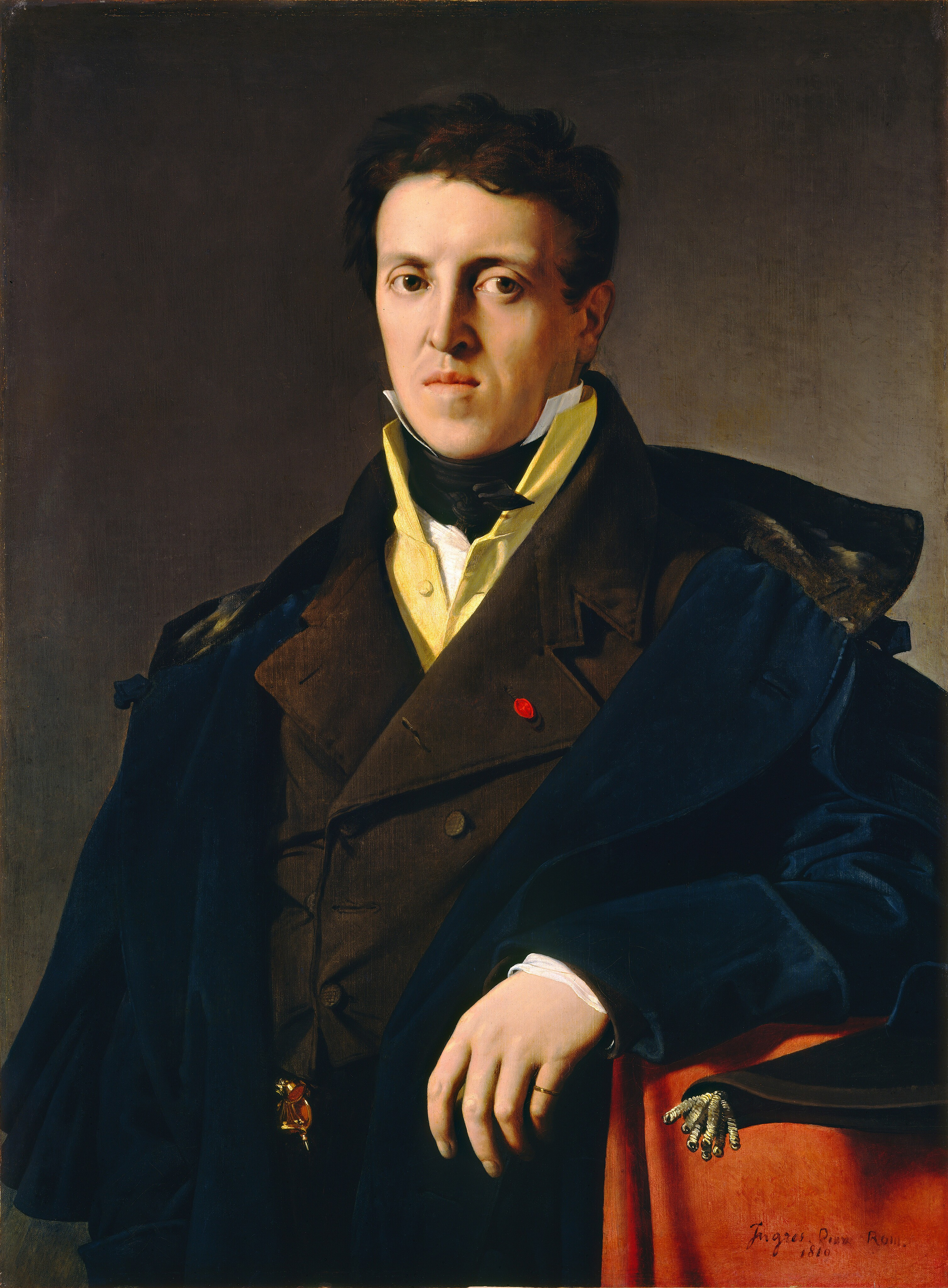
Marcotte d'Argenteuil, 1810
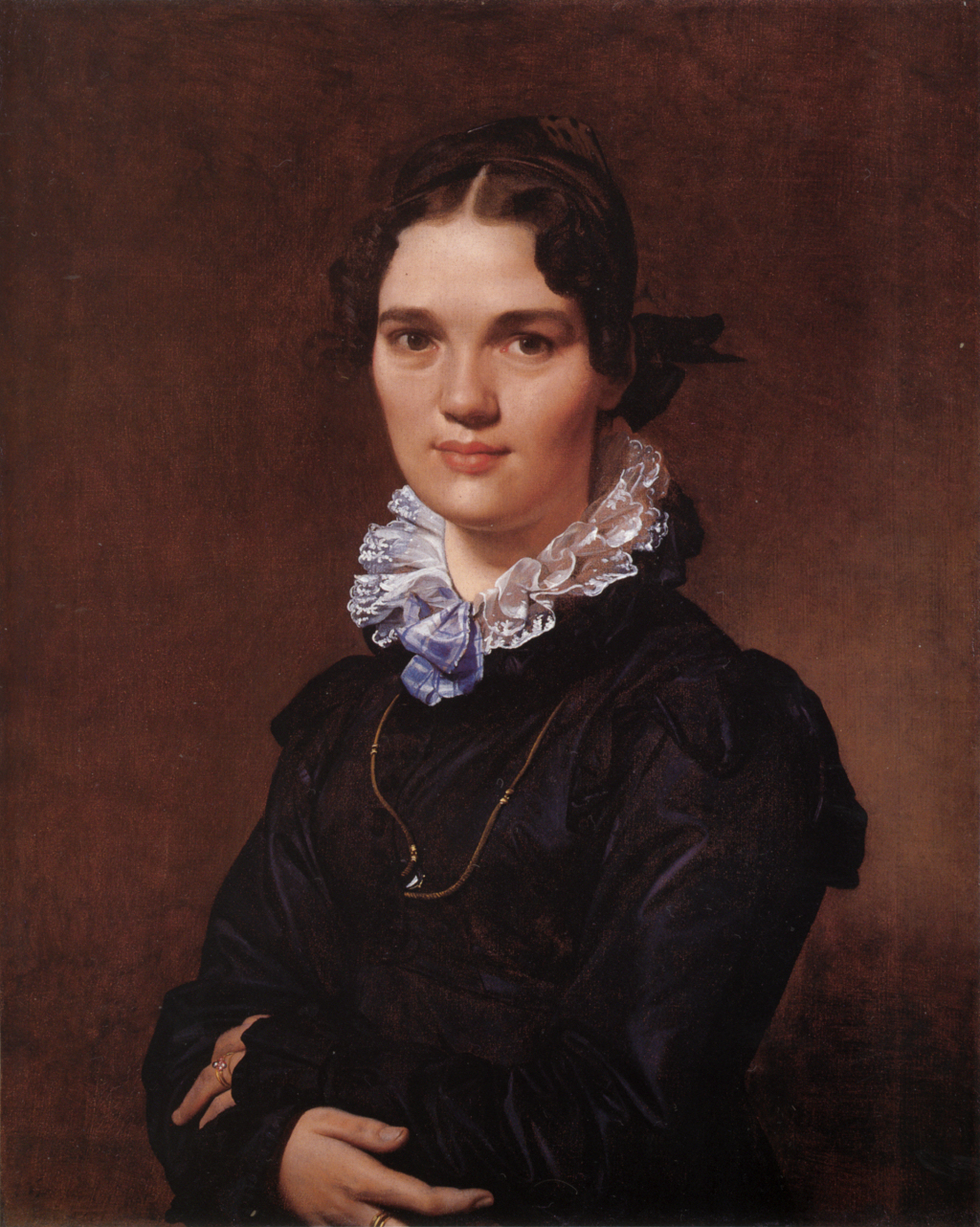
Mademoiselle Jeanne-Suzanne-Catherine Gonin, 1821
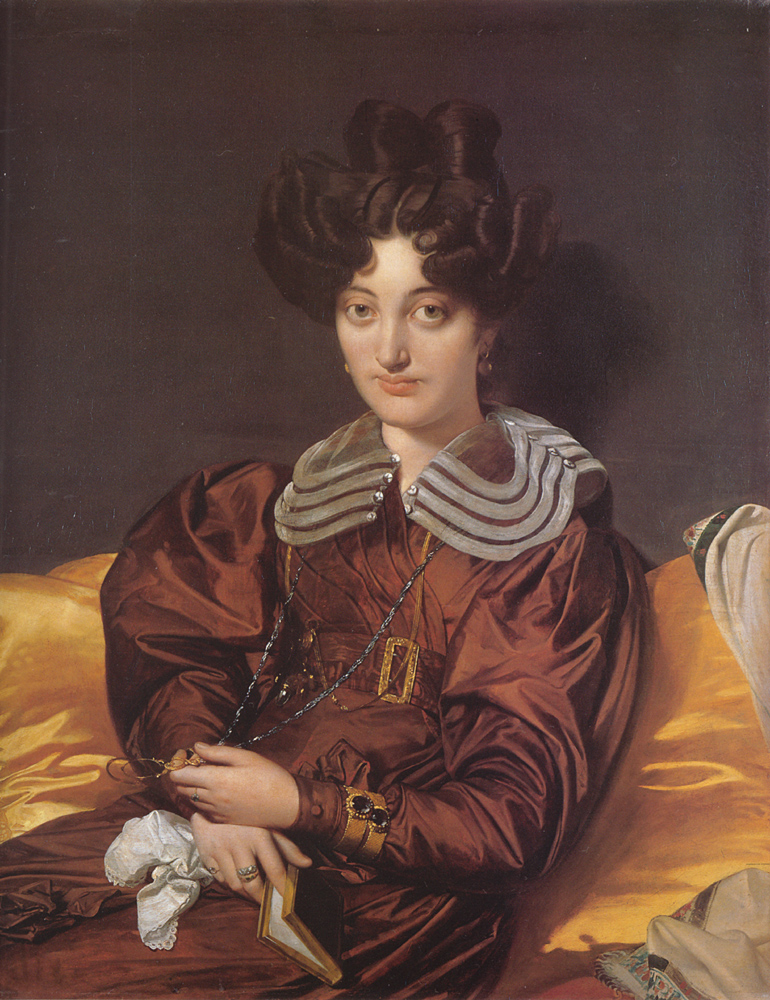
Madame Marie Marcotte, 1826
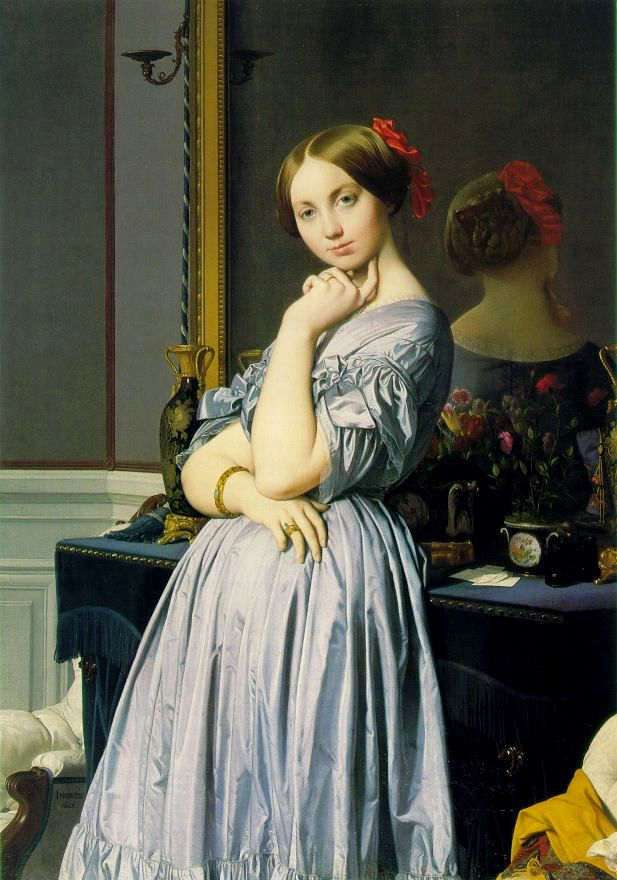
Louise de Broglie, Comtessa d'Haussonville, 1845
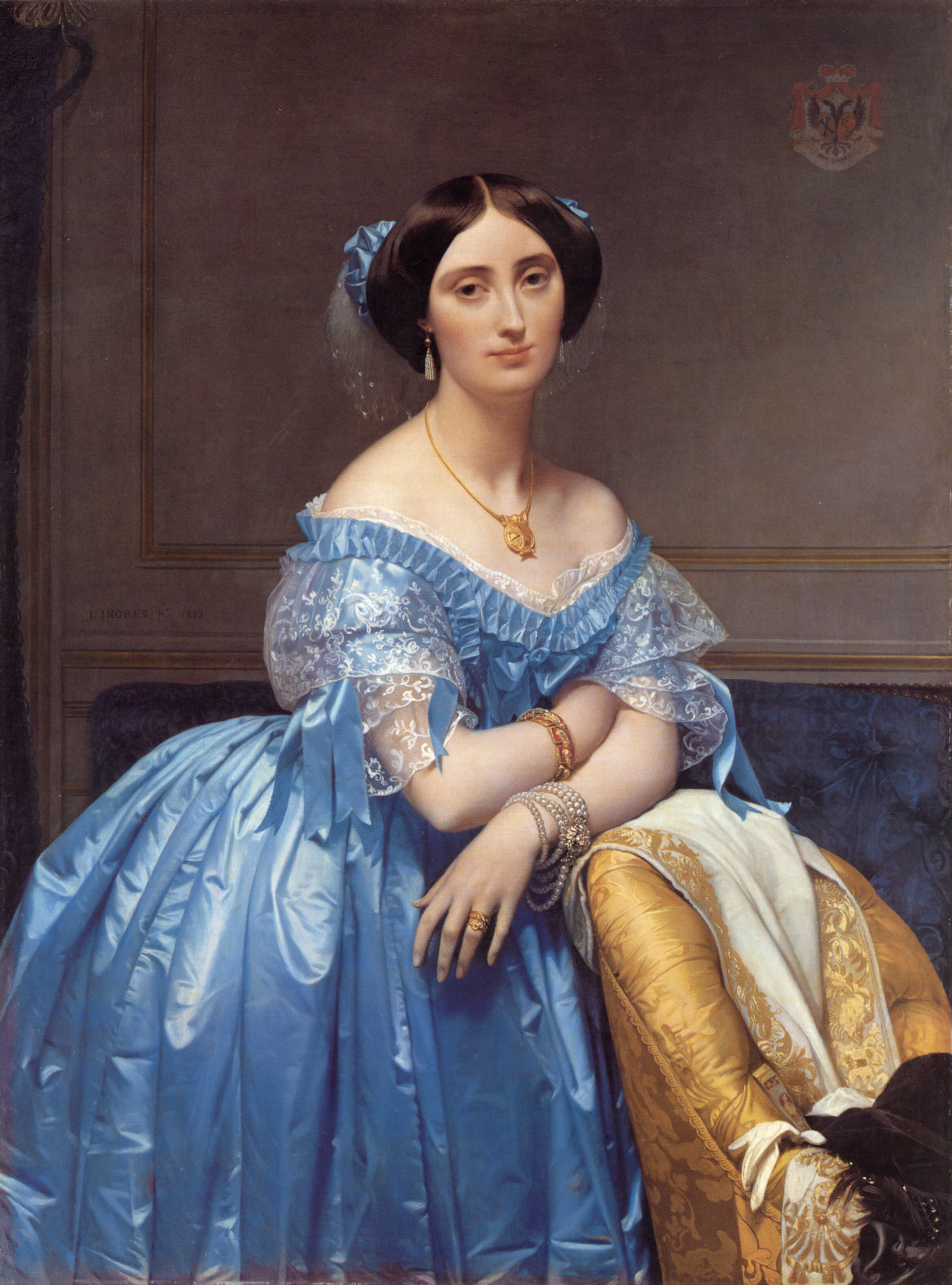
Princesa Albert de Broglie, nascuda Joséphine-Eléonore-Marie-Pauline de Galard de Brassac de Béarn, 1853
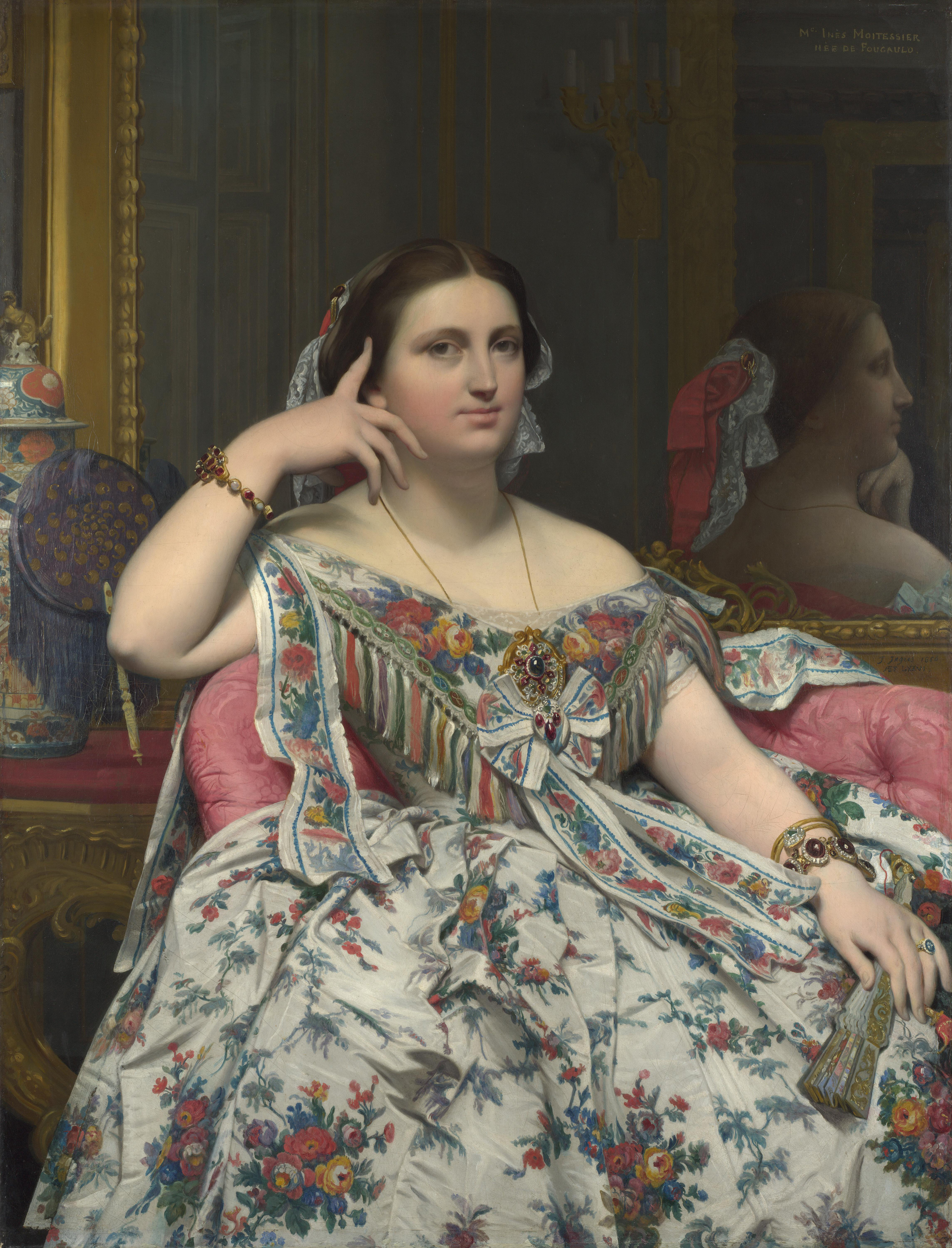
Mme. Moitessier, 1856